# Florencia
Florencia (en italiano: Firenze) es una ciudad situada en el norte de la región central de Italia, capital y ciudad más poblada de la ciudad metropolitana homónima y de la región de Toscana, de la que es su centro histórico, artístico, económico y administrativo. Cuenta con unos 362 353 habitantes (ISTAT 2025) y es el centro de un área metropolitana de aproximadamente un millón y medio de habitantes.
Capital de Italia entre 1865 y 1871 durante la Unificación italiana, en la Edad Media fue un importante centro cultural, económico y financiero. Conoció su época de mayor esplendor tras la instauración del Gran Ducado de Toscana bajo el dominio de la dinastía Médici.
Florencia es el núcleo urbano en el que se originó en la segunda mitad del siglo XIV el movimiento artístico denominado Renacimiento, y se la considera una de las cunas mundiales del arte y de la arquitectura así como también una de las ciudades más hermosas del mundo. Su centro histórico fue declarado Patrimonio de la Humanidad en 1982 y en él destacan obras medievales y renacentistas como la cúpula de Santa María del Fiore, el Ponte Vecchio, la Basílica de Santa Cruz, el Palazzo Vecchio y museos como los Uffizi, el Bargello o la Galería de la Academia, que acoge al David de Miguel Ángel.

## Etimología
Al fundarla, los romanos la denominaron Florentia, que en latín significa florecimiento. Posteriormente pasó a llamarse Fiorenza en la época medieval, término que fue muy usado en el lenguaje poético, originándose de ahí su actual nombre en italiano: Firenze.

## Geografía

### Emplazamiento

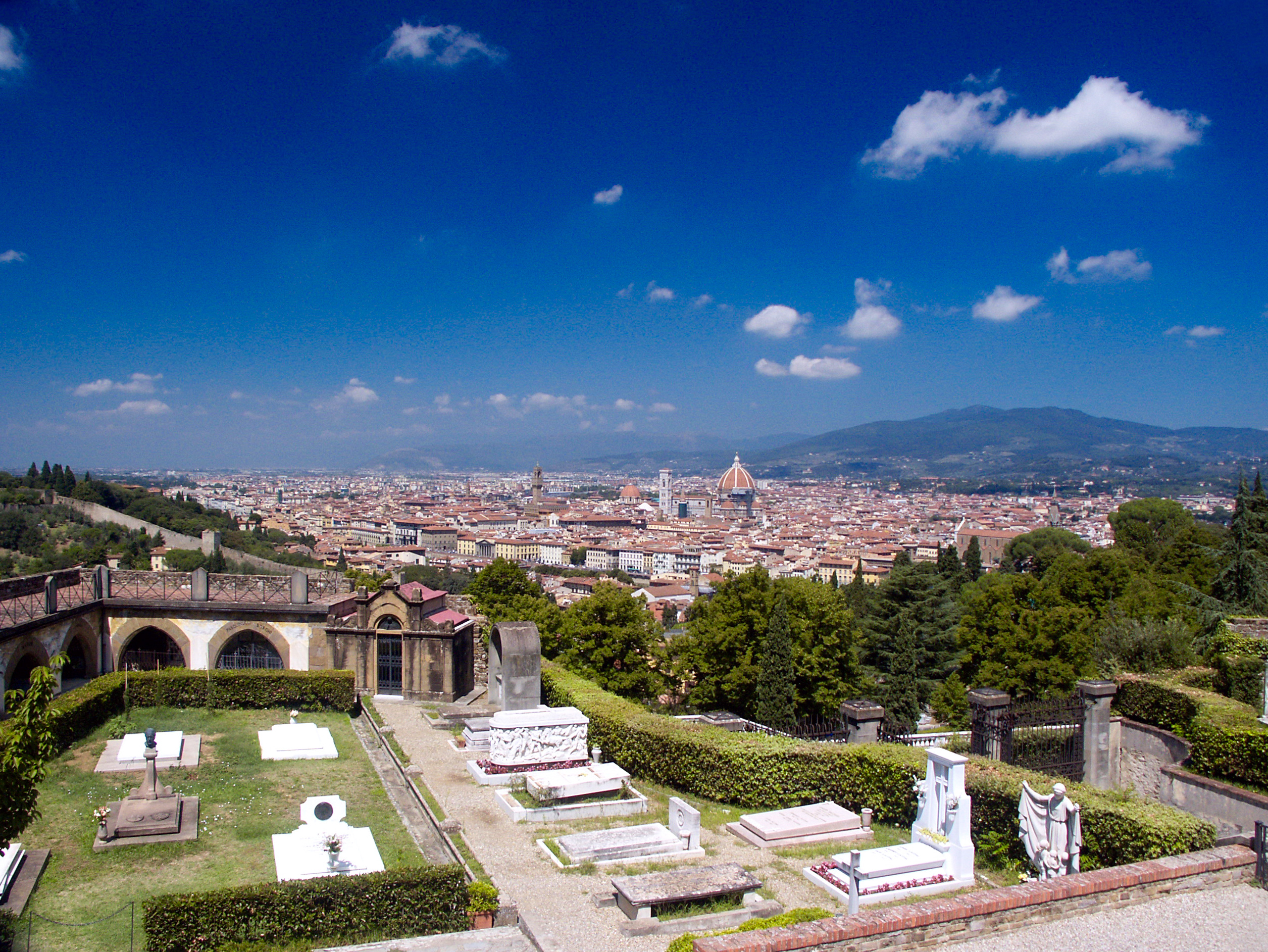
Florencia vista desde el cementerio Porte Sante.

La ciudad de Florencia se encuentra situada en el centro de una cuenca rodeada por tres lados por las colinas arcillosas de Cercina que se sitúan sobre el barrio de Rifredi y el hospital de Careggi al norte, por las colinas de Fiesole al noreste, de Setignano al este, y de Arcetri, Poggio Imperiale y Bellosguardo al sur. La llanura sobre la que se encuentra la ciudad es atravesada por el río Arno y por otros cursos de agua menores como el Mugnone, el Terzolle y el río Greve.
El área metropolitana de Florencia, Prato y Pistoia es un área densamente poblada que comprende la totalidad de la ciudad metropolitana de Florencia, de la provincia de Prato y de la provincia de Pistoia. Las zonas llanas del área metropolitana constituyen espacios altamente modificados por el ser humano, con amplios sectores industriales y comerciales, en los que los espacios naturales son muy reducidos. Las zonas de colinas adyacentes a la ciudad cuentan desde hace siglos con una vocación fundamentalmente agrícola y habitacional, y sus bosques originarios han sido reducidos de forma drástica por la actividad humana, especialmente en las zonas al sur y al este de la ciudad. Existen zonas húmedas hacia el oeste de la ciudad siguiendo el curso del río Arno. Tiene unos 378 239 habitantes.

### Clima
Florencia tiene un clima subtropical húmedo (Cfa), tendiendo a mediterráneo (Csa), según la clasificación climática de Köppen. Los veranos son muy calurosos y más secos que el periodo invernal, aunque solamente julio está por debajo de los 40 mm, siendo inexistente el periodo de sequía estival característica de los climas mediterráneos. Las temperaturas superan en ocasiones los 35 °C e incluso los 40 °C en verano. Los inviernos, en cambio, son fríos y húmedos, pudiendo bajar la temperatura por debajo de -5 °C. Las nevadas se producen con una frecuencia de una vez al año.
La lluvia que cae en verano es de tipo convectivo, mientras que la mayor parte de las precipitaciones se producen desde el otoño a la primavera, siendo a finales del otoño especialmente abundantes. Por lo tanto, en líneas generales, se podría definir a Florencia como una ciudad con un clima extremo: mucho calor en verano y mucho frío en invierno, acompañado de lluvias regulares y abundantes sobre todo en los meses de noviembre-febrero.
| Parámetros climáticos promedio de Florencia (Aeropuerto de Florencia, normales 1991–2020) | Parámetros climáticos promedio de Florencia (Aeropuerto de Florencia, normales 1991–2020) | Parámetros climáticos promedio de Florencia (Aeropuerto de Florencia, normales 1991–2020) | Parámetros climáticos promedio de Florencia (Aeropuerto de Florencia, normales 1991–2020) | Parámetros climáticos promedio de Florencia (Aeropuerto de Florencia, normales 1991–2020) | Parámetros climáticos promedio de Florencia (Aeropuerto de Florencia, normales 1991–2020) | Parámetros climáticos promedio de Florencia (Aeropuerto de Florencia, normales 1991–2020) | Parámetros climáticos promedio de Florencia (Aeropuerto de Florencia, normales 1991–2020) | Parámetros climáticos promedio de Florencia (Aeropuerto de Florencia, normales 1991–2020) | Parámetros climáticos promedio de Florencia (Aeropuerto de Florencia, normales 1991–2020) | Parámetros climáticos promedio de Florencia (Aeropuerto de Florencia, normales 1991–2020) | Parámetros climáticos promedio de Florencia (Aeropuerto de Florencia, normales 1991–2020) | Parámetros climáticos promedio de Florencia (Aeropuerto de Florencia, normales 1991–2020) | Parámetros climáticos promedio de Florencia (Aeropuerto de Florencia, normales 1991–2020) |
| Mes                                                                                       | Ene.                                                                                      | Feb.                                                                                      | Mar.                                                                                      | Abr.                                                                                      | May.                                                                                      | Jun.                                                                                      | Jul.                                                                                      | Ago.                                                                                      | Sep.                                                                                      | Oct.                                                                                      | Nov.                                                                                      | Dic.                                                                                      | Anual                                                                                     |
| ----------------------------------------------------------------------------------------- | ----------------------------------------------------------------------------------------- | ----------------------------------------------------------------------------------------- | ----------------------------------------------------------------------------------------- | ----------------------------------------------------------------------------------------- | ----------------------------------------------------------------------------------------- | ----------------------------------------------------------------------------------------- | ----------------------------------------------------------------------------------------- | ----------------------------------------------------------------------------------------- | ----------------------------------------------------------------------------------------- | ----------------------------------------------------------------------------------------- | ----------------------------------------------------------------------------------------- | ----------------------------------------------------------------------------------------- | ----------------------------------------------------------------------------------------- |
| Temp. máx. abs. (°C)                                                                      | 21.6                                                                                      | 23.4                                                                                      | 28.5                                                                                      | 28.7                                                                                      | 33.8                                                                                      | 41.8                                                                                      | 42.6                                                                                      | 39.5                                                                                      | 36.4                                                                                      | 30.8                                                                                      | 25.2                                                                                      | 20.4                                                                                      | 42.6                                                                                      |
| Temp. máx. media (°C)                                                                     | 10.9                                                                                      | 12.7                                                                                      | 16.8                                                                                      | 20.2                                                                                      | 24.5                                                                                      | 28.9                                                                                      | 31.8                                                                                      | 32.1                                                                                      | 27.0                                                                                      | 21.8                                                                                      | 16.2                                                                                      | 12.2                                                                                      | 21.3                                                                                      |
| Temp. media (°C)                                                                          | 6.5                                                                                       | 7.7                                                                                       | 11.1                                                                                      | 14.2                                                                                      | 18.4                                                                                      | 22.5                                                                                      | 25.2                                                                                      | 25.4                                                                                      | 21.0                                                                                      | 16.5                                                                                      | 11.5                                                                                      | 7.5                                                                                       | 15.6                                                                                      |
| Temp. mín. media (°C)                                                                     | 2.2                                                                                       | 2.6                                                                                       | 5.4                                                                                       | 8.1                                                                                       | 12.3                                                                                      | 16.2                                                                                      | 18.5                                                                                      | 18.7                                                                                      | 15.0                                                                                      | 11.2                                                                                      | 6.8                                                                                       | 2.8                                                                                       | 10                                                                                        |
| Temp. mín. abs. (°C)                                                                      | -23.2                                                                                     | -9.9                                                                                      | -8.0                                                                                      | -2.2                                                                                      | 3.6                                                                                       | 5.6                                                                                       | 10.2                                                                                      | 9.6                                                                                       | 3.6                                                                                       | -1.4                                                                                      | -6.0                                                                                      | -8.6                                                                                      | '                                                                                         |
| Precipitación total (mm)                                                                  | 60.5                                                                                      | 63.7                                                                                      | 63.5                                                                                      | 86.4                                                                                      | 70.0                                                                                      | 57.1                                                                                      | 36.7                                                                                      | 56.0                                                                                      | 79.6                                                                                      | 104.2                                                                                     | 113.6                                                                                     | 81.3                                                                                      | 872.6                                                                                     |
| Días de precipitaciones (≥ 1.0 mm)                                                        | 8.3                                                                                       | 7.1                                                                                       | 7.5                                                                                       | 9.7                                                                                       | 8.4                                                                                       | 6.3                                                                                       | 3.5                                                                                       | 5.4                                                                                       | 6.2                                                                                       | 8.5                                                                                       | 9.0                                                                                       | 8.3                                                                                       | 88.2                                                                                      |
| Fuente n.º 1: Istituto Superiore per la Protezione e la Ricerca Ambientale                |                                                                                           |                                                                                           |                                                                                           |                                                                                           |                                                                                           |                                                                                           |                                                                                           |                                                                                           |                                                                                           |                                                                                           |                                                                                           |                                                                                           |                                                                                           |
| Fuente n.º 2: Servizio Meteorologico (precipitación 1971–2000)                            |                                                                                           |                                                                                           |                                                                                           |                                                                                           |                                                                                           |                                                                                           |                                                                                           |                                                                                           |                                                                                           |                                                                                           |                                                                                           |                                                                                           |                                                                                           |

## Historia

### Orígenes romanos
Florencia fue fundada por Julio César como asentamiento para soldados veteranos en el 59 a. C. Se llamó Florentia y se construyó con el estilo de un campamento del ejército con las calles principales, la cardo y la decumanus, cruzándose en la actual plaza de la República. Situada en la Vía Cassia, la ruta principal entre Roma y el norte, y en el fértil valle del Arno, el asentamiento se convirtió rápidamente en una importante ciudad comercial. El emperador Diocleciano la declaró capital de la provincia de Tuscia en el siglo III d. C.
San Miniato fue el primer mártir de Florencia. Fue decapitado alrededor del año 250, cerca de lo que hoy es la plaza de la Señoría, durante las persecuciones anticristianas del emperador Decio. Cuenta la leyenda que, después de la ejecución, él mismo recogió su cabeza y caminó a través del río Arno hasta su ermita en la colina Mons Fiorentinus, donde hoy se erige la Basílica di San Miniato al Monte.

### Comienzos de la Edad Media
Tras el establecimiento de un obispado alrededor del comienzo del siglo IV, la ciudad experimentó periodos turbulentos bajo el gobierno ostrogodo, durante el cual la ciudad estuvo a menudo afectada por la guerra entre ostrogodos y bizantinos por el control. Vivió alternativamente bajo uno y otro mando, ya que los contendientes ganaban el gobierno a través del asedio y lo perdían de nuevo. Esto pudo haber sido la causa de que la población decayera a menos de 1000 habitantes.
La paz volvió durante el gobierno lombardo en el siglo VI. Conquistada por Carlomagno en el 774, Florencia entró a formar parte del ducado de Toscana, con Lucca como capital. La población volvió a crecer y el comercio prosperó. En el año 854, Florencia y Fiesole se unieron en un solo condado.

### Edad Media

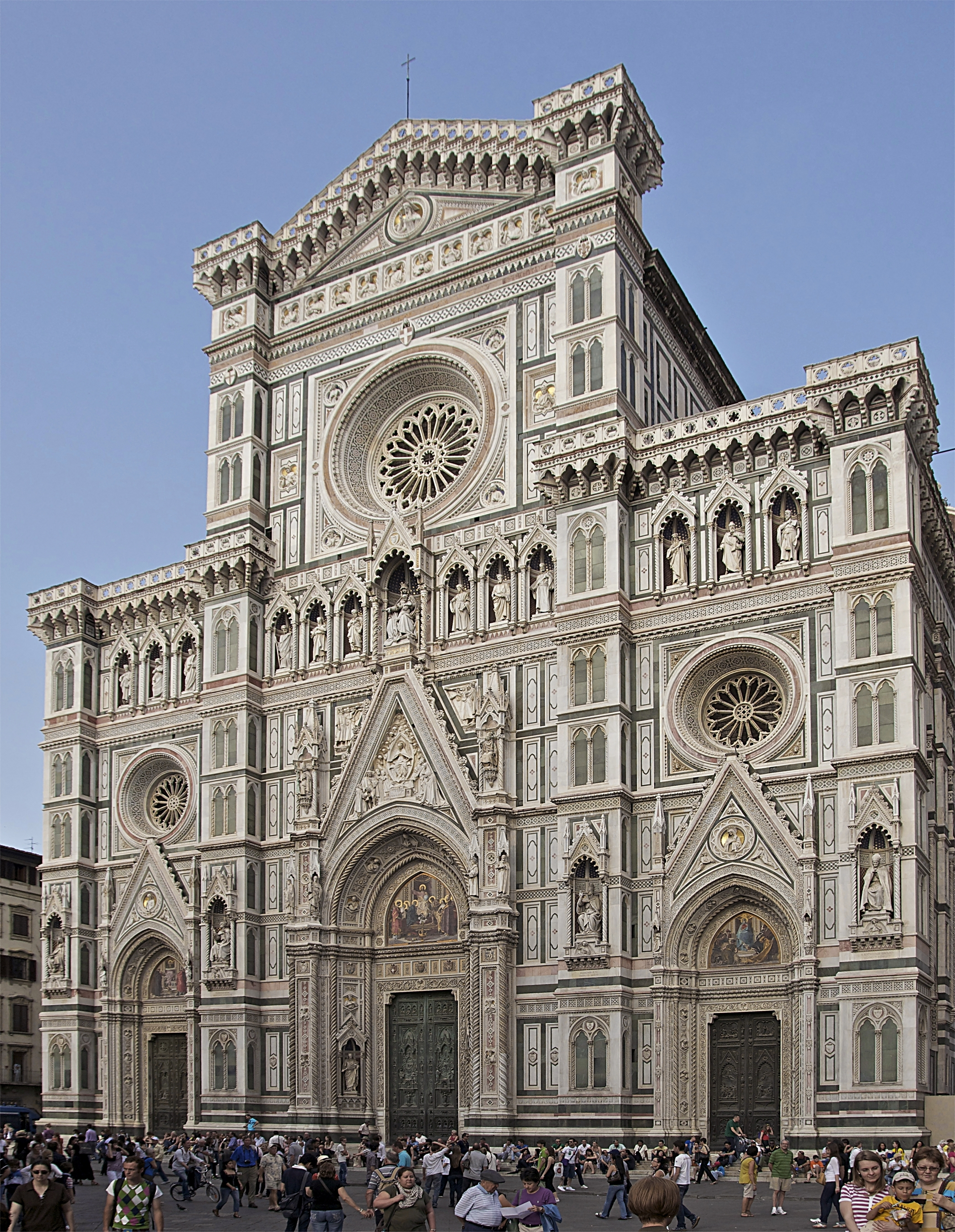
Fachada principal de la catedral de Santa María del Fiore.

El margrave Hugo eligió Florencia como su residencia en lugar de Lucca alrededor del año 1000. Esto inició la Edad de Oro del arte florentino. En 1013 se empezó la construcción de la Basílica de San Miniato al Monte. El exterior del Baptisterio fue revisado en estilo románico entre 1059 y 1128.
En el siglo XII comenzó el periodo comunal y surgieron los primeros y potentes gremios del gótico, de la escuela de Giotto y de la escuela internacional, de Giovanni Boccaccio y de su Decamerón.
En este mismo siglo la ciudad se hundió en una disputa interna entre los Gibelinos, que apoyaban al emperador germano, y los Güelfos, pro papales. Estos últimos triunfaron y se dividieron en dos facciones feudales, los Blancos y los Negros, liderados respectivamente por Vieri de' Cerchi y Corso Donati. Estas luchas finalmente llevaron al exilio a los Güelfos Blancos, entre los que se encontraba Dante Alighieri. Esta disputa interna fue documentada más tarde por Dino Compagni, un Güelfo Blanco, en sus Crónicas de Florencia.
Este conflicto político no impidió que la ciudad se convirtiera en una de las ciudades más poderosas y prósperas de Europa, con su propia moneda de oro. El florín de oro (fiorino d'oro) de la república de Florencia, que se introdujo en 1252, fue la primera moneda de oro europea en cantidades suficientes para tener un papel comercial significativo desde el siglo VII. Muchos de los bancos florentinos tenían sucursales a lo largo de Europa, y el florín se convirtió rápidamente en la moneda de comercio dominante en Europa occidental. Este periodo también vio el declive de la anteriormente poderosa Pisa, que fue derrotada por Génova en 1284 y subyugada a Florencia en 1406. El poder cambió de la aristocracia a la elite mercantil, siguiendo el movimiento contrario al gobierno aristocrático liderado por Giano della Bella, que tuvo como resultado una serie de leyes llamadas Ordenanzas de Justicia (1293).
De una población estimada de 80 000 habitantes antes de la epidemia de peste negra de 1348, se dice que alrededor de 25 000 se dedicaban a la industria de la lana en la ciudad: en 1345 Florencia fue el escenario de un intento de huelga de los cardadores (ciompi), quienes en 1378 iniciaron una breve revuelta contra la oligarquía, la llamada la Revuelta de los Ciompi. Después de su supresión, Florencia estuvo bajo el dominio de la familia Albizzi (1382-1434), grandes rivales de los Médici.

### Renacimiento

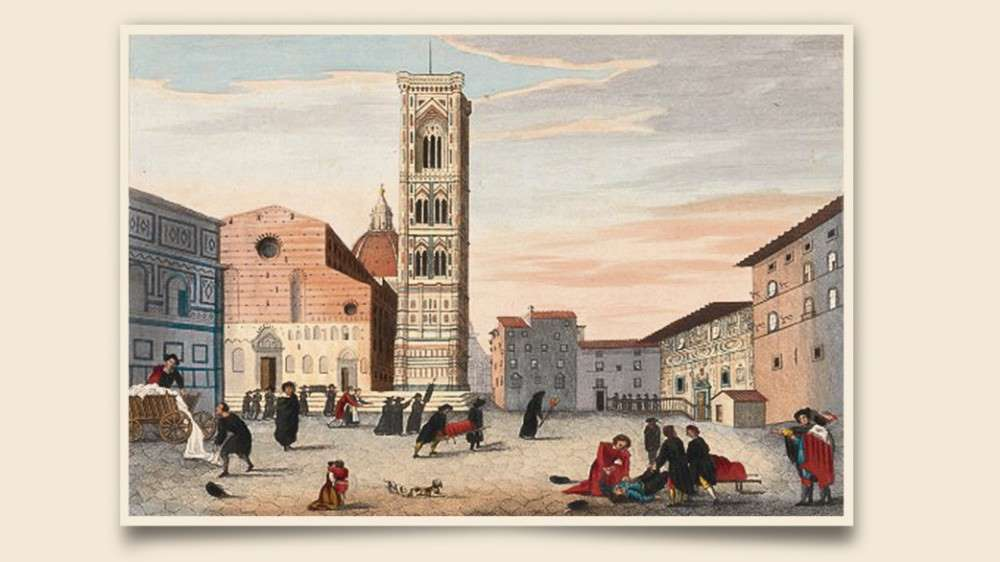
Epidemia de Peste Negra de 1348 en Florencia

Cosimo de Médici fue el primer miembro de la familia Médici en controlar la ciudad entre bastidores. Aunque la ciudad era técnicamente una especie de democracia, su poder venía de una larga red de patrocinio además de su nueva alianza con los inmigrantes, la gente nuova. Sin embargo, el nombre de su familia estaba manchado por la condición de usureros, y Cosme, decidido por la redención, aceptó frente al Papa la financiación del Monasterio de San Marco, prueba de lo que Cosme podía brindar para salvar su alma. El hecho de que los Médici eran banqueros del papa también contribuyó a su ascenso. Cosimo fue sucedido por su hijo Piero, que fue sucedido poco después por el nieto de Cosimo, Lorenzo, en 1469. Lorenzo de Médici nació en el momento en que la familia era rica y recibió la mejor educación posible, por lo que fue un gran patrón de las artes, encargando trabajos a Miguel Ángel, Leonardo Da Vinci y Botticelli. Su sueño era que la belleza y los mitos de la antigüedad clásica resurgieran, haciendo todo lo posible para que el arte florentino crezca. Lorenzo también fue un talentoso músico y trajo a Florencia a algunos de los compositores y cantantes más famosos del momento, como Alexander Agricola, Johannes Ghiselin y Heinrich Isaac.

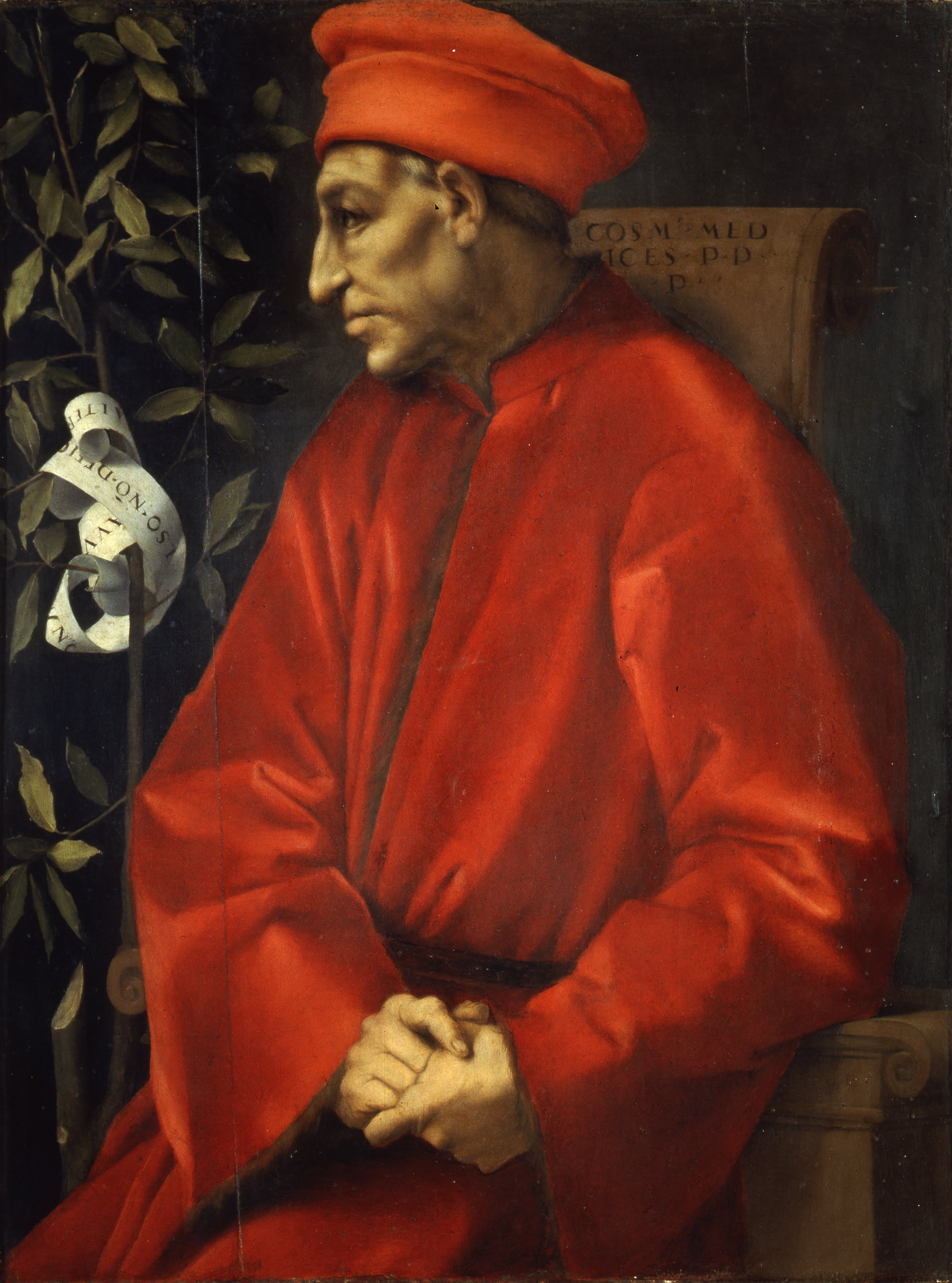
Cosme de Médici

Tras la muerte de Lorenzo en 1492, le sucedió su hijo Piero II. Cuando el rey francés Carlos VIII invade el norte de Italia, Piero II elige resistir; pero cuando se da cuenta del tamaño de la armada francesa a las puertas de Pisa, tiene que aceptar las humillantes condiciones del rey francés. Esto hace que los florentinos se rebelen y expulsen a Piero II. Con su exilio en 1494, el primer periodo del gobierno Médici termina con la restauración de un gobierno republicano.

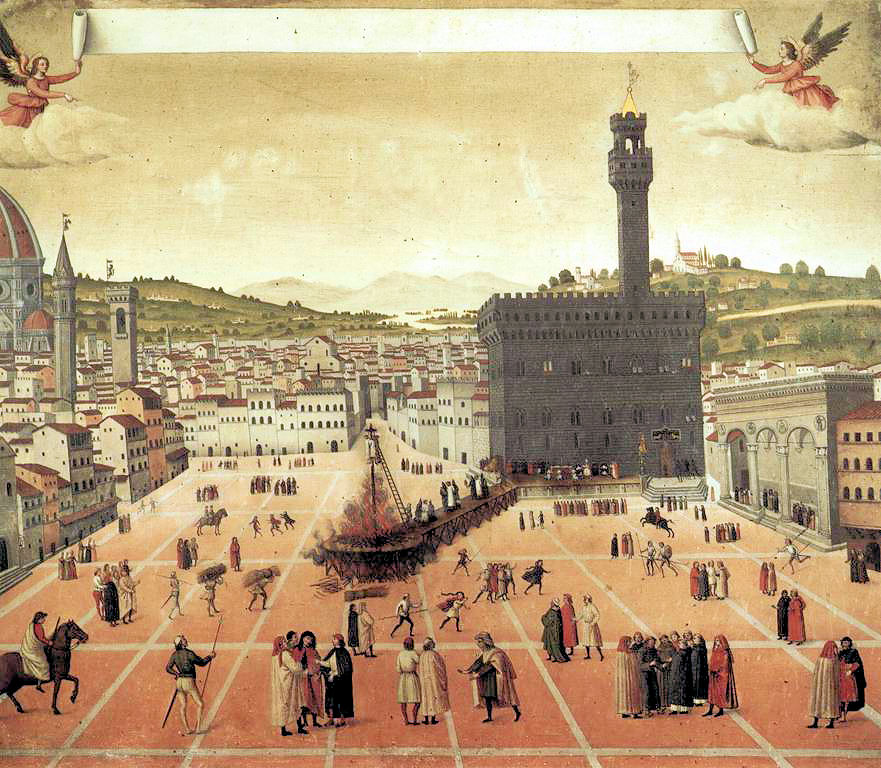
Girolamo Savonarola siendo quemado en la hoguera en 1498.

Durante este periodo el fraile dominico Girolamo Savonarola se convierte en prior del monasterio de San Marco en 1490. Fue famoso por sus sermones: reconoció en el exilio de los Médici el trabajo de Dios, que les castigaba así por su decadencia. Aprovechó la oportunidad para hacer reformas políticas que llevaran a un gobierno más democrático. Su obsesiva persecución de la extendida sodomía y otros placeres mundanos influyeron y presagiaron la mayoría de las controversias religiosas de los siglos siguientes. Pero cuando Savonarola acusó públicamente al papa Alejandro VI de corrupción, se le prohibió que hablara en público, pero desobedeció y fue excomulgado. Los florentinos, cansados de sus enseñanzas radicales, se volvieron contra él y lo arrestaron. Fue declarado hereje y quemado en la hoguera en la Piazza della Signoria el 23 de mayo de 1498.
Otra personalidad inusual fue Nicolás Maquiavelo, cuyos consejos para la regeneración de Florencia bajo un liderazgo fuerte han sido con frecuencia vistos como la legitimación de la conveniencia política e incluso del abuso de autoridad. Maquiavelo, bajo encargo de los Médici, escribió las Historias florentinas, la historia de la ciudad. Florencia destierra a los Médici por segunda vez y restablece la república el 16 de mayo de 1527.
De nuevo restaurados con el apoyo del emperador y del papa, los Médici se convierten en 1537 en duques hereditarios de Florencia, y en 1569 en Grandes Duques de Toscana, gobernando por dos siglos. En toda la Toscana, solo la República de Lucca (más tarde un ducado) y el Principado de Piombino eran independientes de Florencia.

### Florencia y el Renacimiento

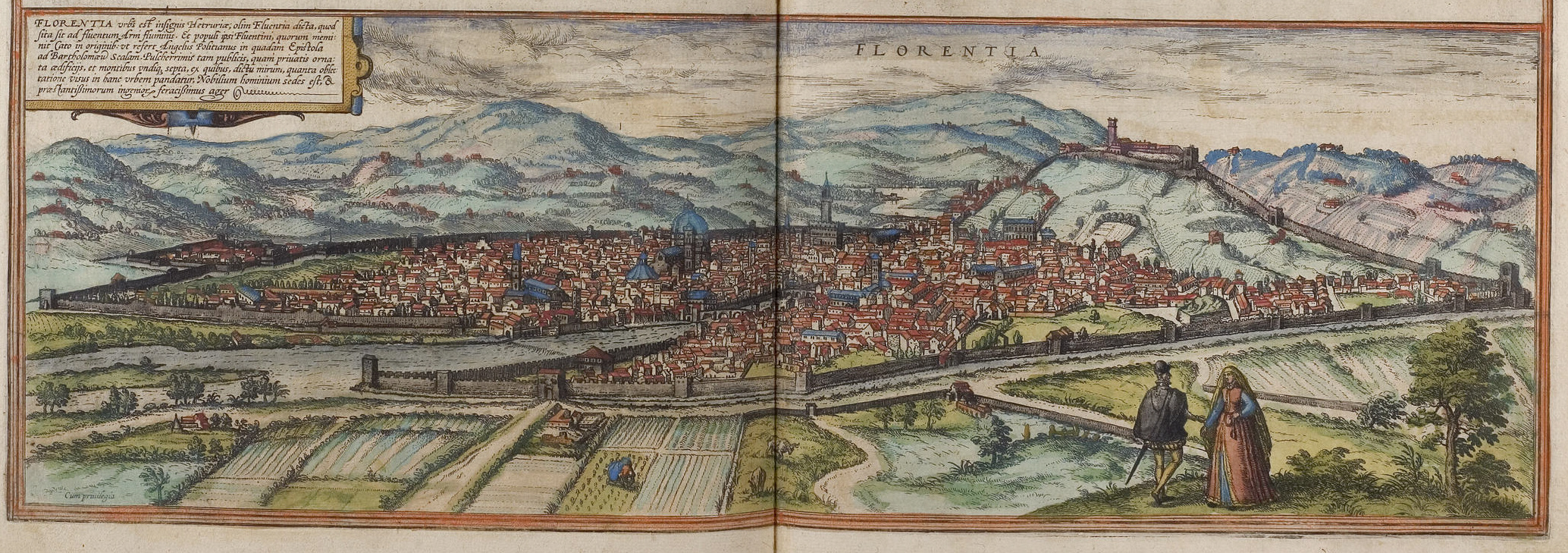
Florencia hacia la segunda mitad del (Civitates orbis terrarum)

La oleada de investigación artística, literaria y científica que tuvo lugar en Florencia en los siglos XIV al XVI fue propiciada por la preocupación por el dinero, la banca y el comercio y con el despliegue de riqueza y ocio. Simboliza un momento donde el talento humano se potencia con la atmósfera económica de la ciudad, alcanzando de esta forma el apogeo que permite que el arte se convierta en una manera de vivir.
Un grupo de artistas florentinos se contrapone a las fórmulas de tradición y conocimiento con las que habían crecido, comienzan a concebir el mundo a partir de una nueva visión cultural y con esto se generan ciertos cambios en la arquitectura de la época. Las preguntas dejan de basarse únicamente en la belleza y lo apropiado, teniendo protagonismo también lo correcto.
De esta forma, inicia un exhaustivo estudio de los elementos del lenguaje antiguo (órdenes, estructuras murales, relaciones espaciales), pero no buscando repetir un patrón sino intentando aplicar los métodos a los problemas actuales.
Con el dinero ganado, los Médici, banqueros muy ricos, patrocinaron a diferentes artistas como Miguel Ángel. Pero esto no era simplemente parte del afecto de la familia hacia el arte, sino que también era la forma de manifestarse e imponerse, promocionando sus capacidades políticas y económicas frente al resto de las figuras políticas del momento. Asimismo, la influencia de la Iglesia era muy poderosa. Según la Biblia la usura (préstamo de dinero) era un pecado mortal, lo cual aterrorizaba a los banqueros con la condena eterna. Sin embargo, había una cláusula de rescisión que permitía la salvación del infierno patrocinando obras, ya sean de arte o arquitectura.
Es así como comienza una época de embellecimiento de la ciudad, modificando espacios públicos y privados y construyendo nuevos monumentos en ambos esferas. Es conocida como la cuna del Renacimiento, si bien el primer palacio y entorno de tales características fue la ciudad de Urbino.
Además, la crisis de la Iglesia católica (especialmente la controversia sobre el papado francés de Aviñón y el Gran Cisma), unida a los efectos catastróficos de la Peste Negra, llevaron a una revaluación de los valores medievales, dando como resultado el desarrollo de una cultura humanista, estimulada por los trabajos de Petrarca y Boccaccio. Estos hechos propiciaron una revisión y estudio de la antigüedad clásica, de la que surgió el Renacimiento. Florencia se benefició material y culturalmente de sus intercambios marítimos en conciencia social.

### Edad Contemporánea

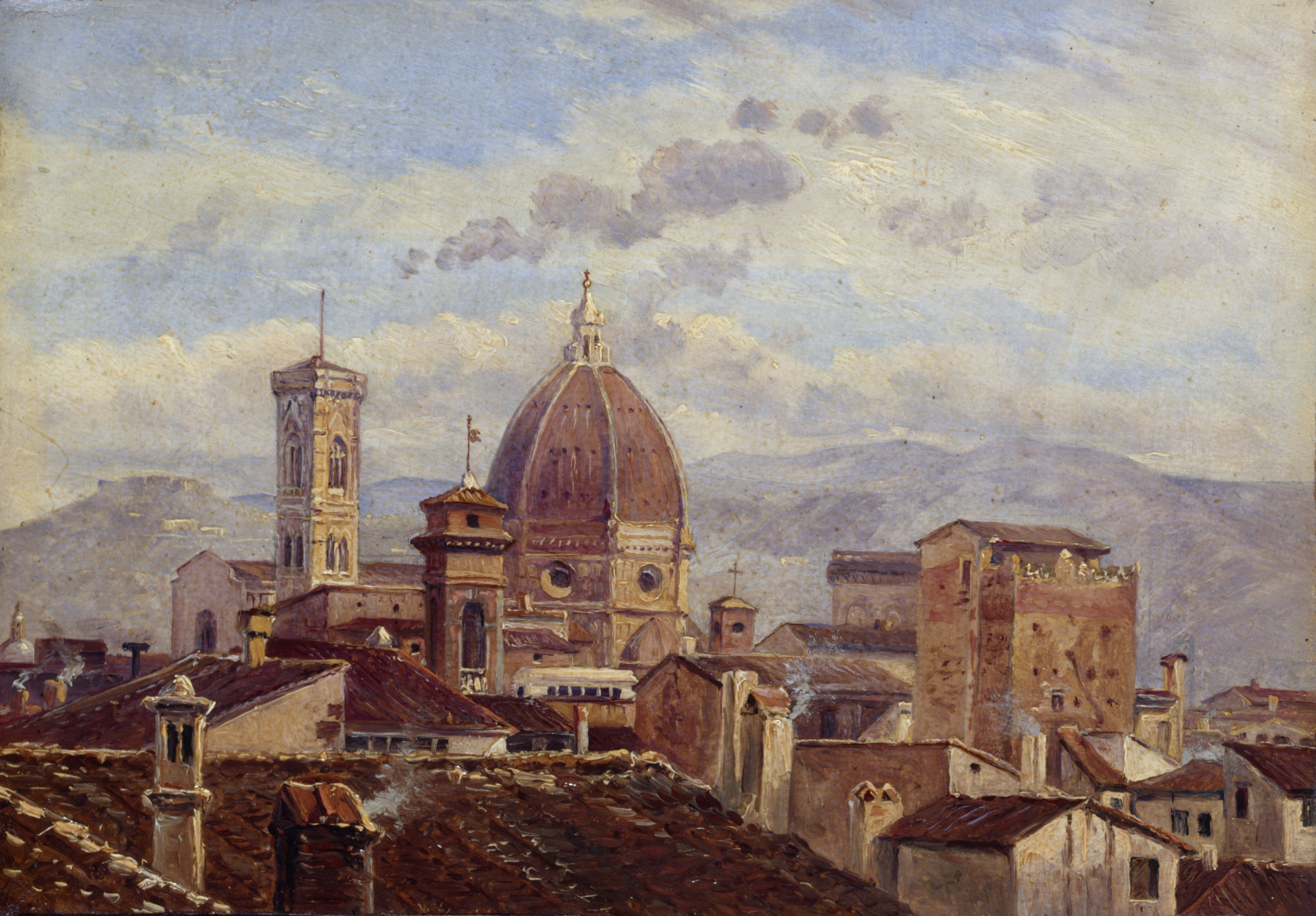
Vista de Florencia por Carl Gustav Carus (1841)

La extinción de la línea Médici y la ascensión en 1737 de Francisco Esteban, duque de Lorena y marido de María Teresa I de Austria, condujo a una temporal inclusión de la Toscana en los territorios de la corona austríaca. Se convirtió en una segundogenitura (derecho del segundogénito) de la dinastía Habsburgo-Lorena, que fue depuesta por los Borbón-Parma en 1801 (a su vez depuestos en 1807), y restaurados en el Congreso de Viena; la Toscana se convirtió en una provincia del Reino de Italia en 1861.
Florencia sustituyó a Turín como capital del Reino de Italia en 1865. Seis años más tarde, en 1870, después de la retirada de las tropas francesas y la conquista de Roma, la capital fue trasladada nuevamente. Durante este breve periodo de capitalidad, el llamado Firenze Capitale, la ciudad de Florencia experimentó una considerable expansión y modernización.
Después de duplicarse durante el siglo XIX, la población de Florencia se triplicó en el siglo XX con el aumento del turismo, comercio, servicios financieros e industria. Durante la Segunda Guerra Mundial, la ciudad sufrió la ocupación alemana durante un año (1943-1944) y fue declarada ciudad abierta. Los soldados aliados que murieron expulsando a los soldados alemanes de la Toscana están enterrados en cementerios a las afueras de la ciudad.

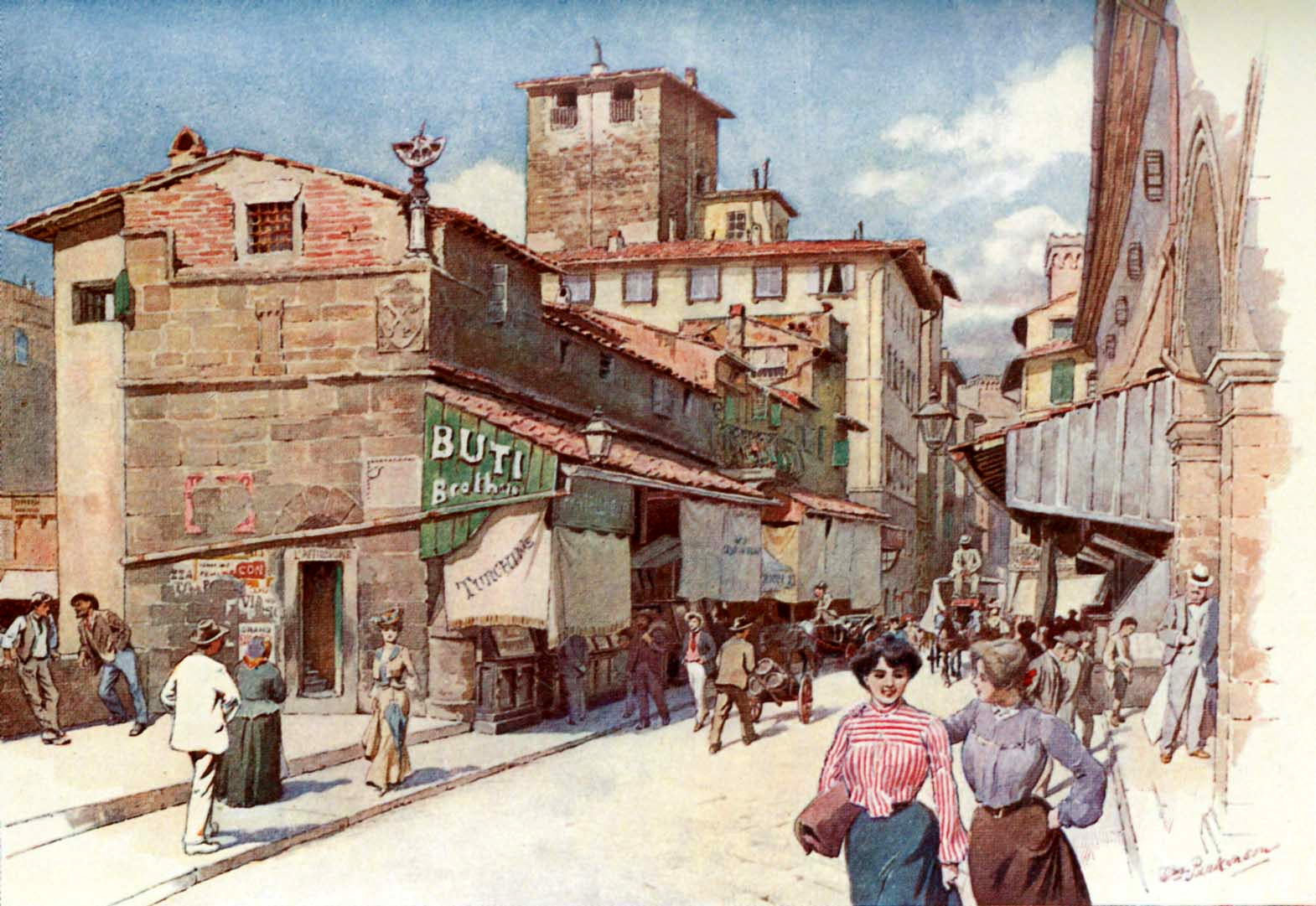
Calle florentina a comienzos del

Tuvo un papel muy importante durante esos años el famoso café de Florencia Le Giubbe Rosse desde su fundación hasta hoy. La Piazza del Mercato Vecchio fue destruida y fue renombrada Piazza Vittorio Emanuele II. Hoy se la conoce como Piazza della Repubblica, y es donde está el Giubbe Rosse. A finales del siglo XIX, la administración de la ciudad decidió arrasar el viejo barrio del Mercato Vecchio en favor de una nueva plaza dedicada a Vittorio Emanuele II, con lo que el área perdió su esplendor medieval original. Hoy en día el café literario Giubbe Rosse está publicando libros de autores italianos famosos como Mario Luzi, Manlio Sgalambro, Giovanni Lista, Menotti Lerro y Leopoldo Paciscopi.
El 4 de noviembre de 1966, como consecuencia de las lluvias torrenciales, la ciudad sufrió la más fuerte riada de su historia cuando el Arno alcanzó 4500 m³/s, anegando el casco histórico. En algunos puntos, como la Piazza di Santa Croce, el agua superó los 5 m de altura. Los daños en el patrimonio histórico (Ponte Vecchio, Duomo, Signoria) fueron cuantiosos. No hubo advertencia de las autoridades, que sabían que la inundación se produciría, excepto por una llamada a los joyeros del Ponte Vecchio. En toda la ciudad hay pequeñas placas en los muros indicando el nivel máximo que alcanzó el agua.
Entre 1968 y 1985 tuvieron lugar una serie de asesinatos perpetrados por el Monstruo de Florencia (en italiano Mostro di Firenze). Dieciséis personas fallecieron por un asesino que a día de hoy no se ha averiguado quién fue.

## Demografía
| Gráfica de evolución demográfica de Florencia entre 1861 y 2011 |
|                                                                 |
| Fuente ISTAT - elaboración gráfica de Wikipedia                 |

Como muchas otras ciudades de Italia, la población de jubilados es mucho mayor que la de los menores de 14 años, y envejece de manera constante. Se presentan los datos referentes a mayo de 2006:
En 2006 se registraron 2752 (7,5‰) nacimientos y 4.287 (11,7‰) defunciones, con un aumento natural de -1.535 unidades respecto a 2005 (-4,2‰). Las familias cuentan con un promedio de 2 componentes. El 31 de diciembre de 2006 la población total era de 365 966 habitantes, de los cuales 34 939 (9,5%) eran extranjeros.

## Patrimonio histórico

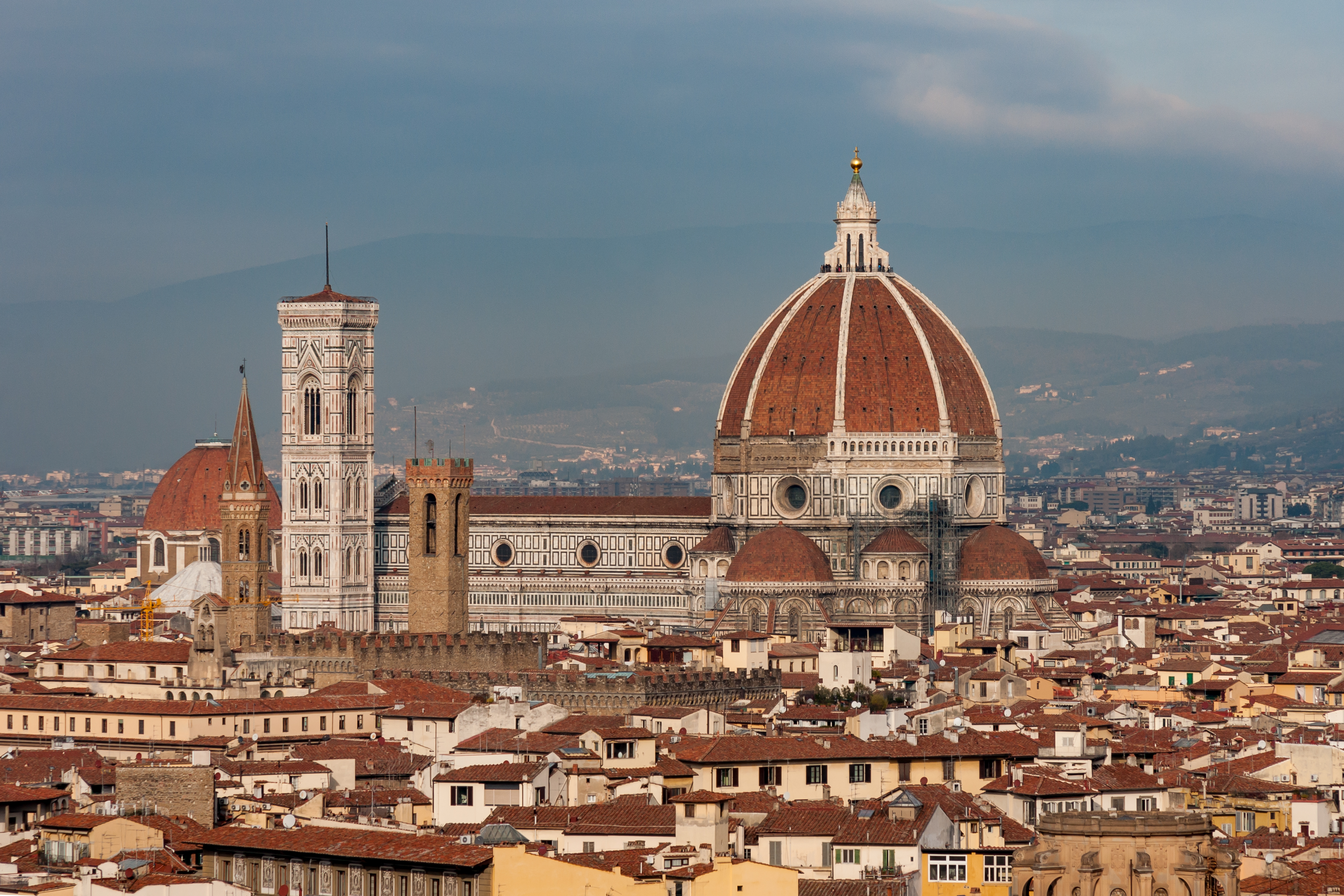
Vista del casco histórico

Florencia es una ciudad conocida a nivel mundial por su patrimonio artístico y arquitectónico. El estilo artístico más extendido en la ciudad es el renacentista, creado en la misma ciudad en la segunda mitad del siglo XIV, aunque también cuenta con un importante patrimonio de otros estilos arquitectónicos y artísticos. Su centro histórico fue declarado Patrimonio de la Humanidad por la Unesco en 1982.
El corazón de la ciudad es la Piazza della Signoria, en la que se encuentra el Palazzo Vecchio, centro administrativo de la ciudad desde la época medieval, la Loggia dei Lanzi y la cercana Galería de los Uffizi, uno de los museos más importantes de Italia. A pocos minutos de dicha plaza se encuentra la piazza del Duomo, cuyo centro es la Basílica de Santa María del Fiore, catedral de Florencia y conocida por su cúpula, obra maestra renacentista proyectada por Filippo Brunelleschi. El conjunto monumental de la piazza del Duomo se completa con el Campanile de Giotto y el Baptisterio de San Juan.
Florencia fue un semillero de las artes en el Renacimiento, con pintores como Vasari, Bronzino, Pontormo, Andrea del Sarto, Fra Bartolommeo, Miguel Ángel, Rafael, Leonardo da Vinci, Perugino, Signorelli, Girlandaio, Masaccio, Giotto, Botticelli, Andrea Verrochio, Fraangelico, Filippino Lippi y Piero della Francesca; escultores como Giacomo della Porta, Giovanni da Bologna, Miguel Ángel, Desiderio, Leonardo da Vinci, Donatello, Giotto y Antonio Pollaiuolo; arquitectos como Vasari, Arnolfo Di Cambio, Miguel Ángel, Sangallo, Bramante, Leonardo da Vinci, Brunelleschi, Alberti, Giotto y Filarete; y escritores como Dante, Poliziano, Leonardo da Vinci, Boccaccio y Maquiavelo. También cabe destacar la gran importancia que recibe la ciudad por la creación de la perspectiva lineal, que da forma a numerosas obras contenidas en ella.

### Duomo de Santa María del Fiore

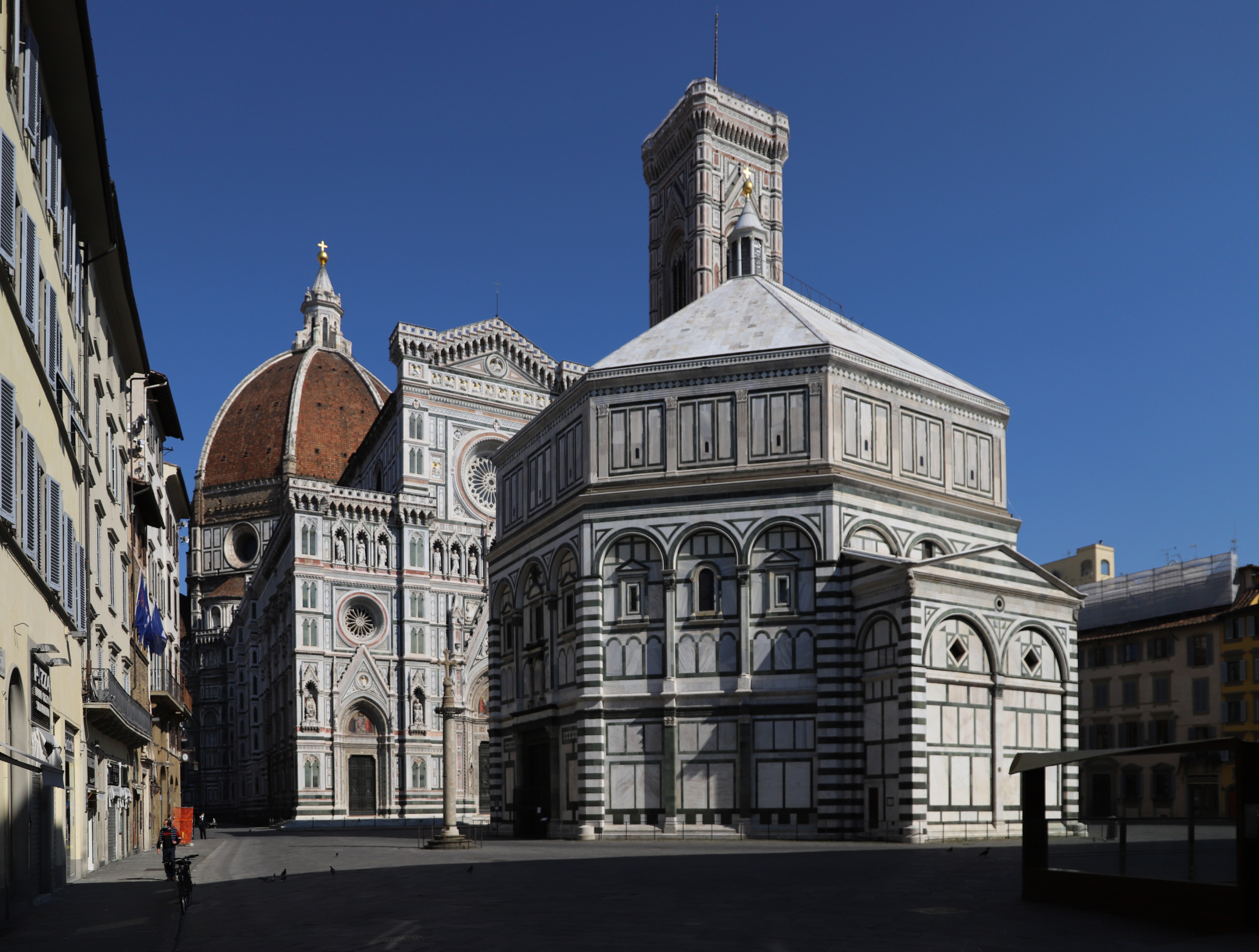
Catedral de Santa María del Fiore, con el baptisterio y el campanile

La catedral (en italiano duomo, proviene del latín «Domus Dei», es decir «Casa de Dios») consagrada a Santa María del Fiore se encuentra en pleno casco antiguo de la ciudad. Data del siglo XIV, en pleno Renacimiento temprano. Es famosa por su gran cúpula, que tiene 45 m de diámetro y 100 de altura. Fue diseñada por Filippo Brunelleschi, uno de los más grandes arquitectos renacentistas. En el interior contiene unos frescos de Giorgio Vasari que representan el juicio final. El edificio, de unas dimensiones gigantescas, es de cruz latina, con una nave principal y dos laterales. El suelo está recubierto de mármol de colores que forma un laberinto de formas y texturas. Excepto la cúpula y los tejados de cerámicas naranjas, las paredes del templo están recubiertas de mármol toscano blanco, verde y rosa, formando dibujos nerviosos y mágicos. Este recubrimiento data del Renacimiento, excepto el de la fachada, que es del siglo XIX.
Una característica que tienen muchos templos italianos es que el campanario no está unido a la iglesia, sino separado, a pocos metros de la misma. Fue diseñado por Giotto y está completamente recubierto por mármol toscano de colores vivos.
Justo delante de la catedral se encuentra el suntuoso baptisterio. La parte más célebre del baptisterio son las puertas del lado Este, también conocidas como Puertas del Paraíso, obra de Ghiberti. Están decoradas con bajorrelieves de bronce dorado, incluyendo un autorretrato del artista.

### Puentes

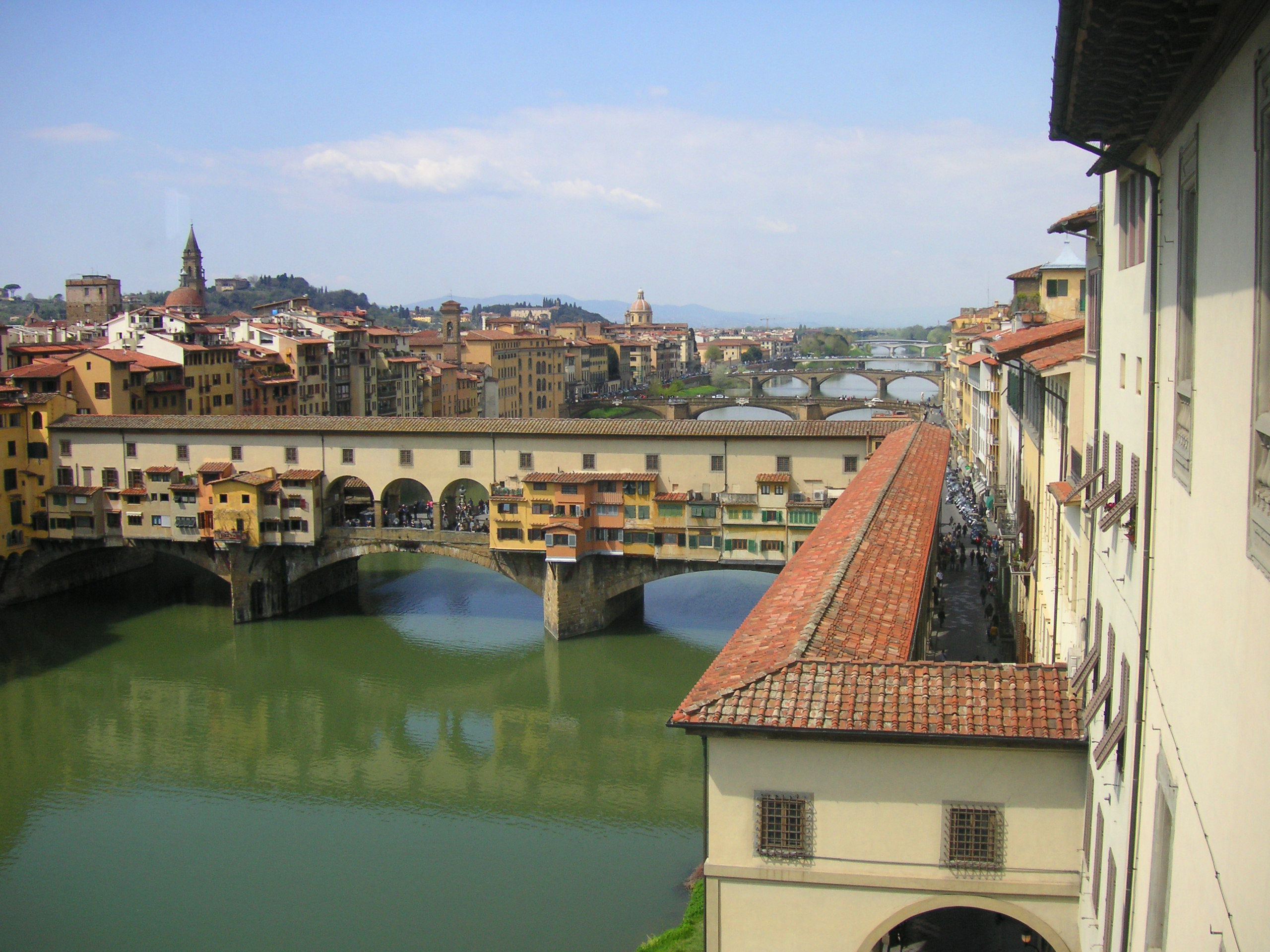
Vista del Ponte Vecchio

- Ponte Vecchio (en español, Puente Viejo)[16] es el puente más conocido y antiguo de Florencia. De origen medieval, fue remodelado durante el Renacimiento, sustituyéndose las tiendas de peleteros por las de joyeros. Fue el único puente que sobrevivió a los bombardeos nazis de la ciudad de Florencia en la Segunda Guerra Mundial, y actualmente es uno de los símbolos más reconocibles de la ciudad y uno de los lugares más frecuentados por los turistas.
- Puente Santa Trinidad, el cual toma el nombre de la iglesia de la Santa Trinidad.
- Puente alle Grazie.
- Puente Carraia, construido de madera en 1218 con el nombre de «Puente Nuevo», fue el segundo en ser construido después del Puente Viejo. Destruido tras una inundación fue reconstruido de piedra.
- Puente de San Nicolás.
- Puente alla Vittoria.

### La Piazza della Signoria
La famosa Piazza della Signoria es la plaza mayor de Florencia, donde se encuentra la Fuente Manierista de Neptuno, de Ammannati, la Loggia dei Lanzi y el Palazzo Vecchio (o Palazzo della Signoria), sede del Ayuntamiento. En la plaza se encuentran tres estatuas: Cosimo «el Viejo» a caballo, el Hércules y Caco y una reproducción del David de Miguel Ángel, que hace guardia al Ayuntamiento junto a Hércules.
En la «Loggia dei Lanzi» se encuentran numerosas esculturas colección de los Médici. Entre las más destacadas están «Perseo», de Cellini, y el "Rapto de las Sabinas", de Giambologna.

### Palacio Vecchio

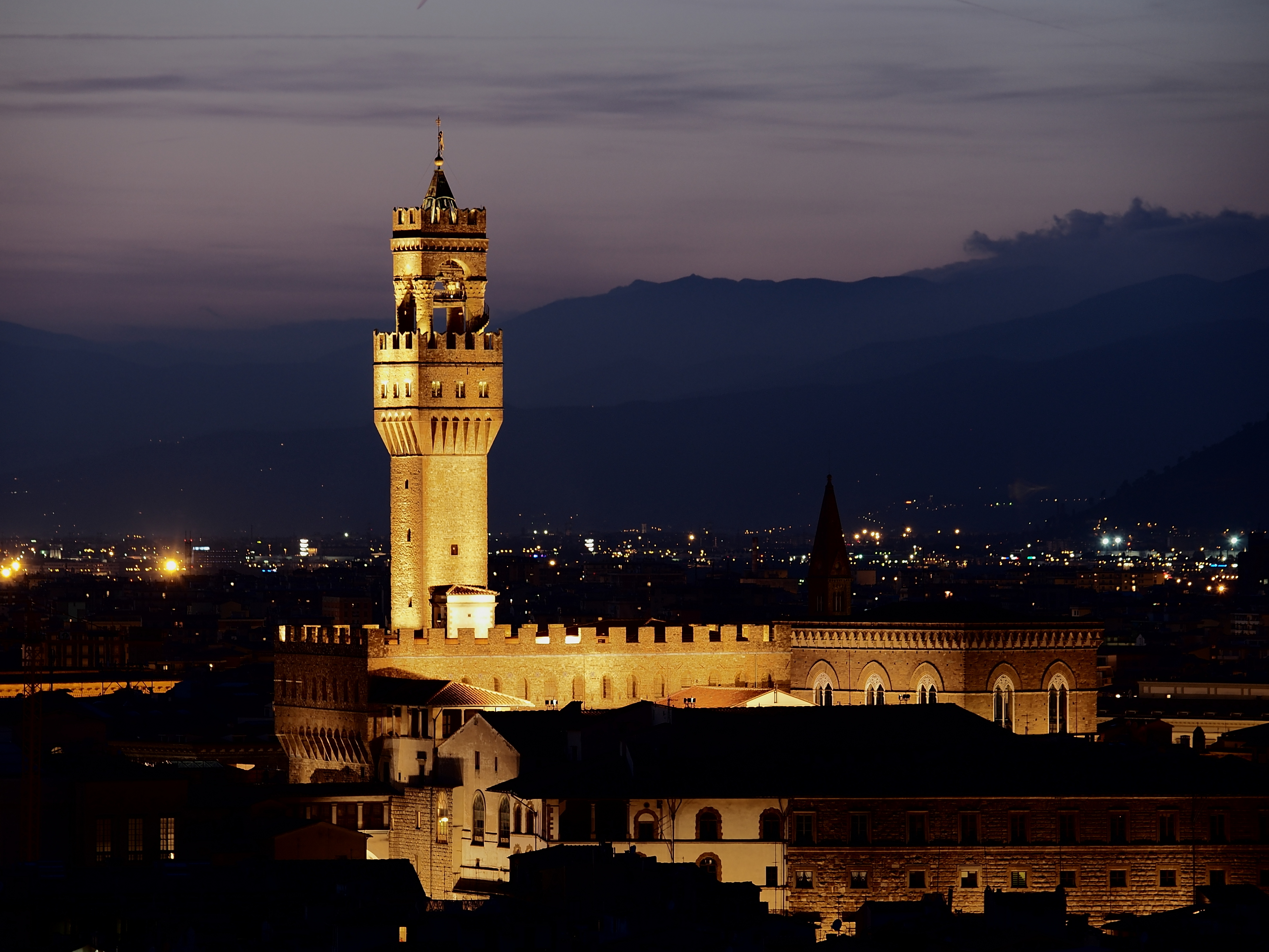
Vista del Palazzo Vecchio

Es la sede del ayuntamiento de Florencia, finalizado en 1322, y aún mantiene su función original. Es famoso por su alto campanario, con una campana que llamaba a los ciudadanos a asamblea. Posee varios salones, como el de los lirios, y una pequeña colección de arte en la que se encuentran la Victoria, de Miguel Ángel, o el Ángel con delfín, de Andrea del Verrocchio.

### Galería de los Uffizi

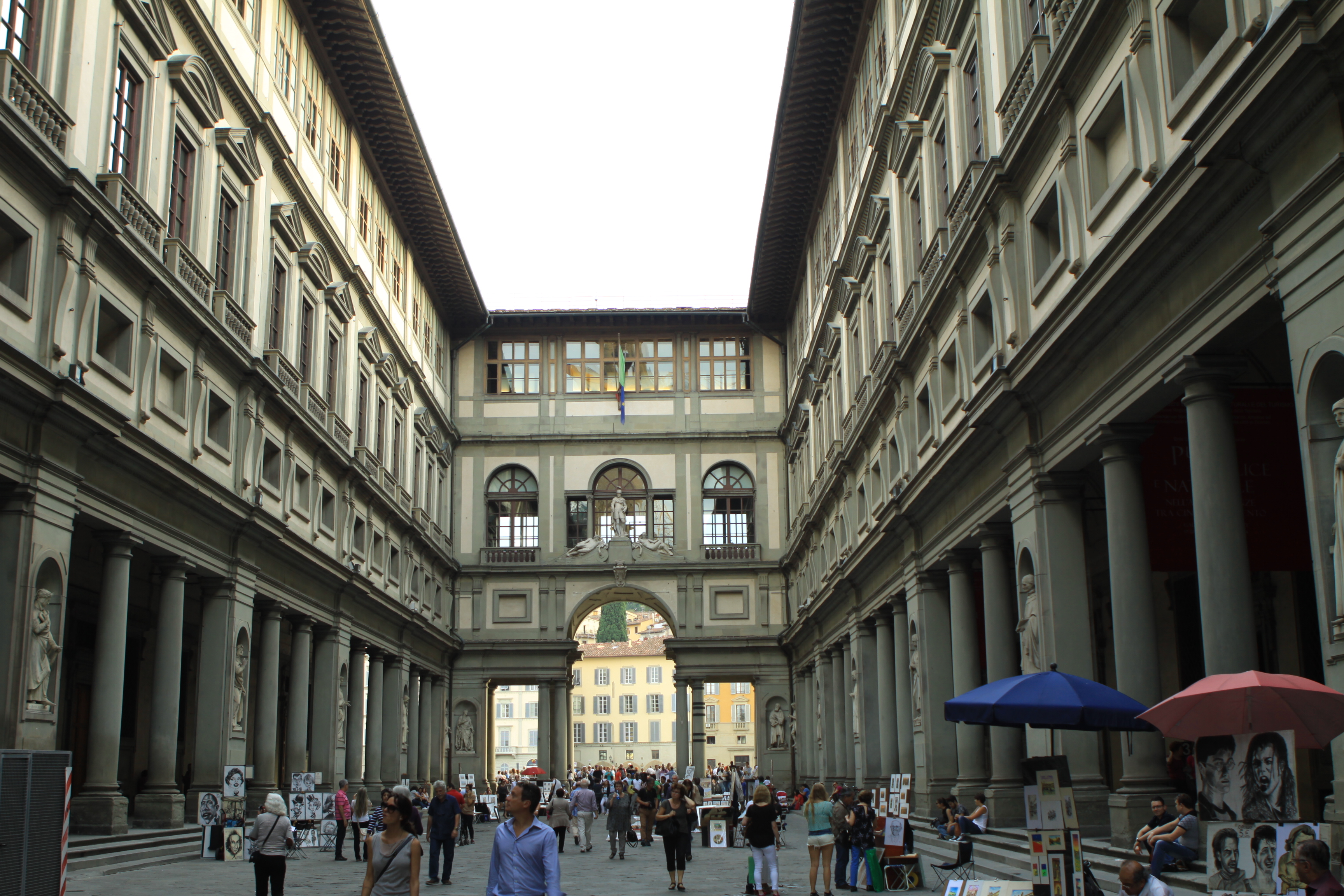
Vista de la Galería Uffizi

Emplazado en el palacio de oficinas para la administración toscana en tiempos de Cosme I, en la actualidad es el primer museo de Italia y del mundo en lo referente a pintura renacentista. Toda la fortuna de la familia de los Médici se encuentra en este templo de la pintura. En la extensísima obra de los Uffizi hay pintura desde el Gótico hasta el siglo XVIII. Dentro de su patrimonio se encuentran obras de Sandro Botticelli, como la Primavera o el Nacimiento de Venus. También de Miguel Ángel (La Sagrada Familia, 1507), de Piero della Francesca (El Duque y la Duquesa de Urbino, 1460), de Filippo Lippi (La Virgen y el Niño con dos angelitos, 1466), de Rafael (Virgen del jilguero, 1506) y Leonardo da Vinci, entre otros.

### Palacio Bargello
El Palacio Bargello, hoy día sede del Museo Nacional Bargello, está situado en una antigua prisión cercana a la Piazza della Signoria. Reúne una interesante colección de esculturas de todo tipo y estilos, con obras como el Baco de Miguel Ángel, el Mercurio de Giambologna o el David de Donatello. El museo, que es a la escultura como la Galleria degli Uffizi a la pintura, está fuera de los circuitos turísticos más comunes.
Es importante revisar cada una de sus estructuras arquitectónicas.

### Galería de la Academia

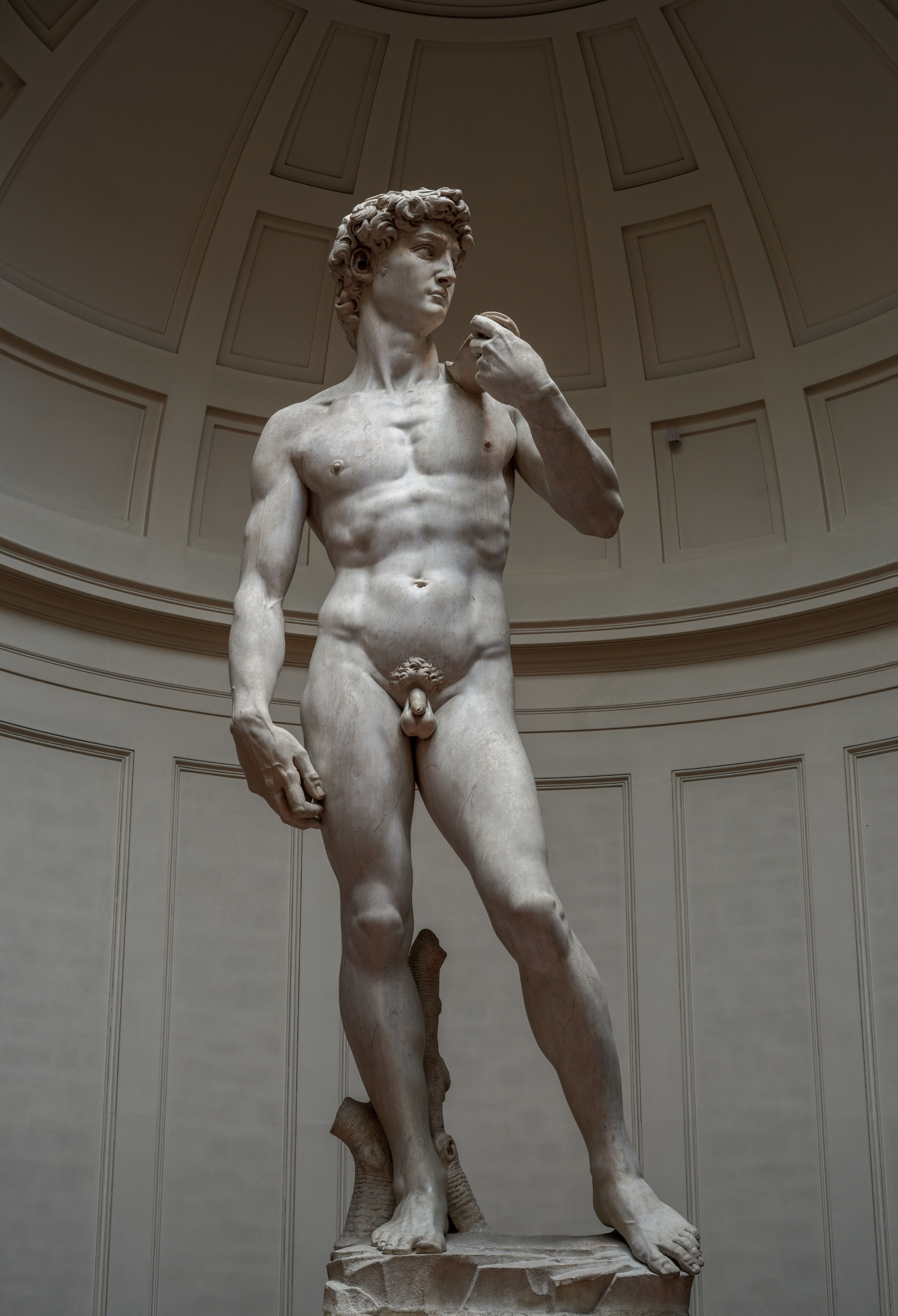
El «David» de Miguel Ángel, la obra maestra de la Galería de la Academia de Florencia.

En la Galería de la Academia se exhibe el original del David de Miguel Ángel, además de muchas otras esculturas de dicho artista, pudiéndose observar también algunas obras incompletas de él.

### Basílica de San Lorenzo
Hay que recordar que en esta época la burguesía del norte de Italia es la que ejerce de mecenas para el arte del quattrocento. Por otra parte se ve claramente la influencia del arte clásico por los elementos constructivos: casetones, óculos y bóvedas vaídas. Era la iglesia de la familia Médici. Posee una cúpula diseñada por Buonantoni y unas capillas con retablos escultóricos hechos por Miguel Ángel, como las tumbas de Lorenzo y Catalina de Médici. También tiene una escalera y una biblioteca hecha por Miguel Ángel, construidas sobre el claustro. Los interiores fueron construidos en gran parte por Brunelleschi en 1427.

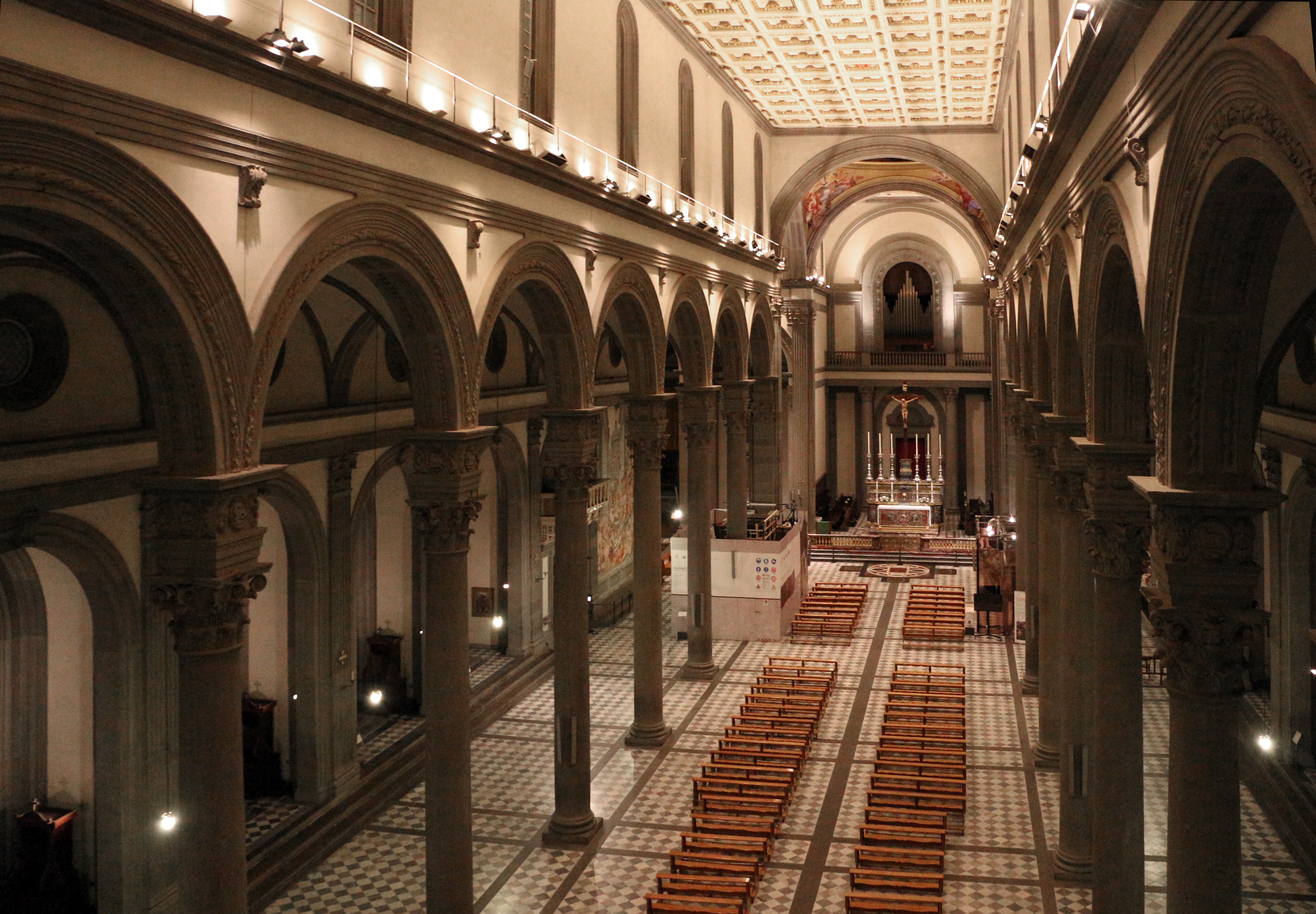
Interior de estilo renacentista de la Basílica de San Lorenzo

En el año 1418 se decide remodelar y ampliar la antigua iglesia medieval de San Lorenzo, por la parte del transepto, el presbiterio y las capillas. En el 1421 se decide aplicar el proyecto de sustitución completo de la iglesia. Giovanni de Médici encarga a Brunelleschi el nuevo edificio, pero este estaba condicionado por lo que ya se había diseñado. Las obras se paralizarán entre los años 1429 y 1442, a causa de algunos problemas de los Médici, de forma que las obras seguirán en marcha cuando Brunelleschi muera. Las obras serán llevadas entonces por Antonio Manetti Ciaccheri, el cual tomará de modelo las antiguas basílicas paleocristianas y medievales góticas, de cuerpo longitudinal, de tres naves y transepto. La capilla principal se abre al transepto, y tiene la misma altura y anchura que la nave principal. La nave es de cruz latina, tiene diez capillas de bóveda de cuatro puntos, que se abren a la zona del crucero y a la del transepto. Las capillas laterales tienen la misma proporción que los arcos de las naves, y están cubiertas por bóveda de cañón. Brunelleschi introducirá las formas de los órdenes clásicos, como por ejemplo, las diferentes alturas del edificio, las cuales se rigen por dos tipos de órdenes clásicos. Habrá tres sistemas de arcos, pero solo dos tipos de órdenes. El orden mayor se aprecia en los ángulos del crucero, y el orden menor en la columnata de las naves laterales y en las pilastras de las capillas laterales

### Basílica del Santo Spirito
La basílica del Santo Spirito fue proyectada en 1434 por Filippo Brunelleschi en su última etapa estilística, pero no se construyó hasta 1444.
La fachada no está decorada, y es donde se aportaron las principales ideas de Brunelleschi. Este edificio representa una propuesta mucho más moderna que la de San Lorenzo, es de mayor racionalización, y se aprecia que tiene una normalización del lenguaje arquitectónico. Se puede considerar como una especie de revisión crítica de lo que se estaba haciendo en San Lorenzo. La planta original se conoce por un dibujo de De Sangallo en el códice vaticano Barberino, de 1424. Hay una gran sistematización del espacio, tiene un estilo mucho más coherente y más ordenado. La solución que se propone consiste en el módulo base de las crucerías de las naves laterales se encadenan de manera que se une todo el perímetro del edificio y del espacio central de la cruz latina. Así se crea un deambulatorio continuo en el proyecto original.

### Museo Nacional de San Marcos
Este convento se fundó en el siglo XIII, y en 1437 se amplió por la llegada de unos frailes dominicos. Posee la mayor colección de murales de Fra Angelico. Alberga el Museo Nacional de San Marcos.

### Basílica de Santa Maria Novella
La Basílica de Santa María Novella es una de las iglesias más importantes de la ciudad italiana de Florencia, y se encuentra situada en el noroeste de la parte antigua de la ciudad. Dentro está la farmacia más antigua de Europa, que data de 1221 y actualmente da servicio.

### Piazza della Repubblica

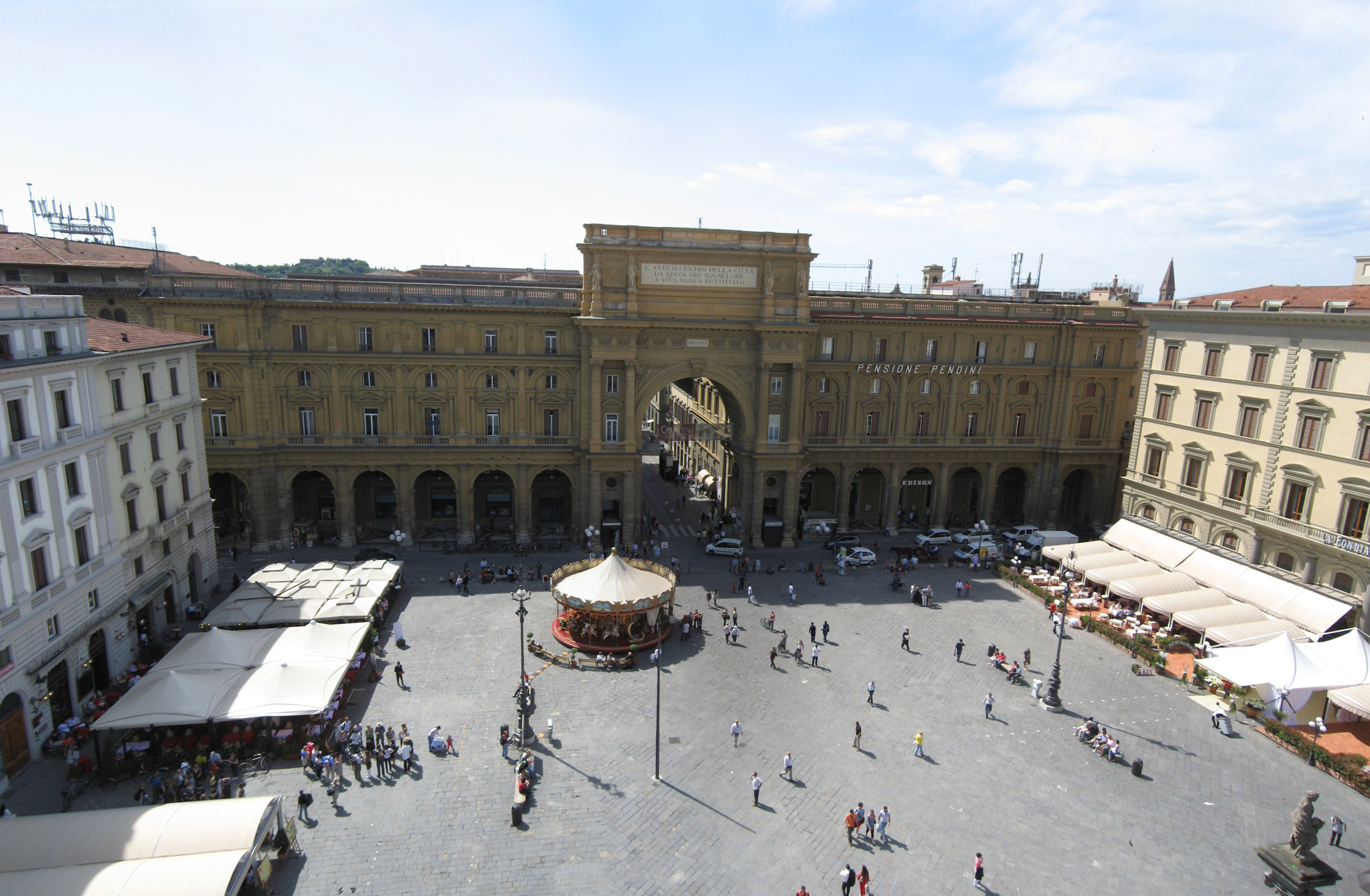
Plaza de la República.

La Piazza della Repubblica es una de las más importantes plazas de la ciudad. Se construyó sobre el antiguo gueto judío de Florencia. Aquí se puede encontrar el histórico café literario Giubbe Rosse, donde poetas como Giovanni Papini, Giuseppe Prezzolini, Eugenio Montale, Mario Luzi, Filippo Tommaso Marinetti (véase Futurismo) se reunían a discutir de literatura.
Otros puntos de interés artísticos son Santa Croce o el Santo Spirito.
Aunque la ciudad es famosa en el mundo entero por conservarse igual que en el siglo XVI, el ayuntamiento de Florencia ha puesto en marcha algunos proyectos de modernización. Este es el caso de la estación del tren de alta velocidad, diseñada por Norman Foster.

## Transportes

### Aeropuertos
El aeropuerto de Florencia se encuentra a unos 6 kilómetros del centro de la ciudad. Se trata de un aeropuerto regional con pocos vuelos, principalmente nacionales, aunque también cuenta con algunos destinos europeos. Está comunicado con la ciudad mediante autobús, aunque está planeada una línea de tranvía que lo comunique con el centro histórico. El aeropuerto de Pisa es el principal aeropuerto de la región de Toscana y la mejor forma de volar a Florencia. Está conectado por una línea de ferrocarril y de autobuses con Florencia, y el trayecto tarda una hora aproximadamente en llegar del aeropuerto a la estación de Firenze Santa Maria Novella.

### Ferrocarriles
La principal estación de Florencia es la de Santa María de Novella (Firenze S.M.N.). En su plaza se encuentran las principales estaciones de autobuses, así como paradas de gran parte de los autobuses urbanos de la ciudad. Se encuentra a unos 5 minutos a pie del duomo, y constituye el principal punto de entrada para los visitantes y turistas de la ciudad.
Otras estaciones ferroviarias de Florencia son las de Florencia Rifredi y Florencia Campo di Marte.

### Transporte público
De acuerdo con el reporte de Moovit de julio de 2017, el promedio de tiempo que las personas pasan en transporte público en Florencia, por ejemplo desde y hacia el trabajo, en un día de la semana es de 59 minutos, mientras que el 13 % de las personas pasan más de 2 horas todos los días. El promedio de tiempo que las personas esperan en una parada o estación es de 14 minutos, mientras que el 22 % de las personas esperan más de 20 m cada día. La distancia promedio que la gente suele recorrer en un solo viaje es de 4.1 km, mientras que el 3 % viaja por más de 12 km en una sola dirección.

## Deportes
El principal club de fútbol de la ciudad es la ACF Fiorentina, el cual participa en la Serie A, la principal categoría del fútbol nacional. Sus encuentros de local los disputa en el Estadio Artemio Franchi.

## Ciudades hermanadas
Florencia está hermanada con las siguientes ciudades:
- Arequipa (Perú)
- Asmara (Eritrea)
- Atenas (Grecia)
- Budapest (Hungría)
- Cannes (Francia)
- Cracovia (Polonia)
- Damasco (Siria)
- Resistencia (Argentina)
- Dresde (Alemania)
- Edimburgo (Reino Unido)
- Estambul (Turquía)
- Fez (Marruecos)
- Filadelfia (Estados Unidos)
- Gifu (Japón)
- Granada (España)
- Hebrón (Palestina)
- Isfahán (Irán)
- Jeonju (Corea del Sur)
- Kassel (Alemania)
- Kiev (Ucrania)
- Kioto (Japón)
- Kuwait (Kuwait)
- Malmö (Suecia)
- Medellín (Colombia)
- Nankín (China)
- Nazaret (Israel)
- Ningbo (China)
- Olomouc (República Checa)
- Porto Vecchio (Francia)
- Providence (Estados Unidos)
- Puebla (México)
- Reims (Francia)
- Riga (Letonia)
- Salvador de Bahía (Brasil)
- Sarajevo (Bosnia y Herzegovina)
- Sídney (Australia)
- Tirana (Albania)
- Tremecén (Argelia)
- Turku (Finlandia)
- Valladolid (España)